# Korniczek guzozębny
Korniczek guzozębny (Orthotomicus longicollis) – gatunek chrząszcza zaliczany do kornikowatych.
Rójka
Przebiega na przełomie kwietnia i maja.
Wygląd
Larwa beznoga (jak u wszystkich kornikowatych), barwy białej, z jasnobrunatną głową. Poczwarka typu wolnego, barwy kremowej, kolebka poczwarkowa w korze. Imago długości 3,5–5 mm. Chrząszcz barwy ciemnobrunatnej, czułki i nogi jaśniejsze, gęsto, krótko owłosiony. Dymorfizm płciowy widoczny na ścięciu pokryw. Samiec na bokach ścięcia posiada pięć wyraźnych wyrostków – ząbków. Pierwszy guzowaty razem z drugim, ostrym na wspólnej podstawie. Samica ma ząbki małe, zredukowane, pierwszy z drugim tworzą wzgórek – najwyraźniejsze.
Występowanie
Głównie środkowa część Europy, a ponadto wykazywany z południa Fennoskandii, Krymu i Kaukazu. W Polsce znany jest z nielicznych stanowisk.
Pokarm
Żeruje na sośnie.
Znaczenie
Zasiedla zamierające stare drzewa. Podobne znaczenie mają: korniczek wielozębny, korniczek płaskozębny i korniczek ostrozębny.